# Typ 90 (Signalpistole)
Die Signalpistole Typ 90 war eine von der Kaiserlich Japanischen Marine seit den 1930er Jahren und im Zweiten Weltkrieg genutzte Signalpistole im Kaliber 28 mm. Sie wurde in zwei grundlegenden Varianten seit 1930 von Nambu produziert.
Während das Kaiserliche Heer mit dem Typ 10 eine konventionelle, einläufige Signalpistole nutzte, hatte die Kaiserliche Marine bereits mit dem Vorgängermodell Typ 28 von Kayaba ein Gerät mit zwei Läufen eingeführt. Den Typ 90 gab es nun in einer Modellvariante mit zwei und in einer Variante mit sogar drei Läufen. Dadurch konnten im selben Gerät drei verschiedene Signalpatronen gleichzeitig bereitgehalten werden, um situationsabhängig eingesetzt zu werden. Auf dem dreiläufigen Gerät waren die Läufe üblicherweise farblich markiert, zum Beispiel grün, weiß und rot. Auch eine Rauchpatrone („schwarz“) konnte mit dem Typ 90 verschossen werden, die geringfügig länger war als die farbigen Standardsignalpatronen (94 gegenüber 90 mm).
Die Patronen werden von hinten in die Kippläufe geladen und durch einen Schlagbolzen gezündet. Die Signalpistole verfügt über eine manuelle Sicherung und einen Wahlhebel für den Lauf, um das beabsichtigte Signal wählen zu können. Eine Besonderheit ist der Rückstoßdämpfer, der es dem oberen Bauteil mit den Läufen erlaubt, über dem Griffstück einige Zentimeter nach hinten zu laufen. Frühe Exemplare haben Griffstücke aus Holz, später produzierte Geräte solche aus Kunststoff.